# Cixius canariensis
Cixius canariensis är en insektsart som beskrevs av Lindberg 1954. Cixius canariensis ingår i släktet Cixius och familjen kilstritar. Inga underarter finns listade i Catalogue of Life.